# Schwimmstil
Als Schwimmstil bezeichnet man die für den einzelnen Schwimmer charakteristische individuelle Ausführung einer Schwimmart oder Schwimmtechnik. Umgangssprachlich werden die Begriffe Schwimmstil, Schwimmtechnik und Schwimmart zumeist synonym verwendet.

## Schwimmstil versus Schwimmart
Wie die Grundbegriffe „Stil“ und „Art“ lassen sich auch die Komposita „Schwimmstil“ und „Schwimmart“ bedeutungsmäßig voneinander unterscheiden. Das renommierte „Deutsches Wörterbuch“ von Gerhard Wahrig erwähnt den Begriff „Schwimmstil“ unter den Beispielen für das Stichwort „Stil“. Ähnlich den Wortbildungen „Schreibstil“ oder „Laufstil“ geht es dabei um eine persönlichkeitsbedingte Ausprägung einer bestimmten Technik, wie sie auch bei Dichtern, Malern oder Läufern zu finden ist. Wahrig bringt dafür den Beispielsatz „einen eigenen, persönlichen Stil entwickeln.“
Unter Schwimmarten versteht man im Schwimmsport Techniken wie das Brustschwimmen, das Kraulschwimmen, das Rückenschwimmen oder das Schmetterlingsschwimmen. Ältere und seltenere Schwimmarten sind das Seitenschwimmen und das Altdeutsch-Rücken. Die ursprünglichste Form des Schwimmens ist das Hundepaddeln, das Paddeln mit allen vier Gliedmaßen unterhalb des flach liegenden Rumpfes. Auf diese Weise schwimmen viele Landsäugetiere.
Der Begriff Stil charakterisiert dagegen die individuelle Umsetzung dieser normierten Schwimmarten. Er hängt z. B. von den anatomischen Besonderheiten oder den Vorlieben des einzelnen Schwimmers ab. So kann das Brustschwimmen etwa mit langen oder kurzen Gleitphasen, das Kraulschwimmen mit einer unterschiedlichen Armzugtechnik, einem persönlich bevorzugten Atemrhythmus oder mit einer spezifischen Handhaltung ausgeführt werden. Die Schwimmtechnik ist wettkampfmäßig genau definiert und vorgegeben. Der individuelle Schwimmstil ist freigestellt.
Elementare Bedeutung erhält die Unterscheidung von Stil und Technik vor allem im Wettkampfsport: Abweichungen von der vorgeschriebenen Schwimmart führen zur Disqualifikation des betreffenden Schwimmers, während der sich im Rahmen des Regelwerks bewegende persönliche Schwimmstil keine Auswirkungen auf die Bewertung hat. Die Unterscheidung trifft der Schiedsrichter mit sachkundigem Urteil.